# 武田光和
武田 光和（たけだ みつかず）は、戦国時代の武将。安芸武田氏当主。武田元繁の嫡男。正室は熊谷元直の娘。官位は刑部少輔、安芸守。子に武田小太郎、武田小次郎、武田小三郎（宗慶）がいる。仮名は太郎。別名は光貞（みつさだ）。

## 生涯
安芸国の武将・武田元繁の嫡男として誕生。なお、若狭武田氏から武田信実を次の当主に迎えていることから、「光」の字は信実の実父・武田元光から偏諱を受けたものと推測される。
永正14年10月28日（1517年11月11日）の有田中井手の戦いで父が戦死した為、跡を継ぎ安芸武田氏当主となった。しかし先の戦いでは父の他、重臣であった熊谷元直や香川行景らも戦死しており、更にこの戦いより2年前には元直の父・熊谷膳直も亡くなっていた事から、代々仕えた重臣を一斉に失った安芸武田氏はこの戦いを境として衰退の一途を辿っていく事になった。父同様に武勇に優れた人物であり、親尼子の立場を貫き、大内氏や毛利氏と争ったが、父の時代の勢いを取り戻すことは出来なかった。
大永4年（1524年）、大内義興・義隆父子は3万余の大軍を率いて、光和の居城佐東銀山城に押し寄せて包囲した。この事を知った尼子経久は銀山城を救援するため、ただちに安芸に急行。安芸の尼子配下の国人衆にも出動を命令した。尼子軍の救援により銀山城は落ちず、大内軍は退却した（佐東銀山城の戦い）。なお、『陰徳太平記』では、光和は大変な怪力の持ち主であるとされ、この戦いでも光和自身が兵士たちと共に最前線で戦ったとの伝説が書き残されている。
光和は厳島神主家の後継者争いにも介入し、大内氏と対立した友田上野介方を支援するなど積極的に行動したが、安芸武田氏の衰退を食い止めることはできなかった。また、所領などを巡り、家臣であった熊谷信直の離反を促したことは、致命的ともいえる痛手であった。これは、正室である信直の妹と折り合いが悪く、この正室と離婚したことも離反の原因とされている。天文2年（1533年）8月、光和は熊谷信直の居城・三入高松城を攻めたが、守りは堅く撤退した。
再度、信直の討伐を進めていた天文9年6月9日（1540年7月12日）に、37歳で嫡子を残すことなく急死。実子はいたが、いずれも妾腹で、また小三郎を除き夭折していた。そこで同族の若狭武田氏から武田信実が迎えられたが、安芸武田氏の衰運は決定的となった。
安芸武田氏の菩提寺は不動院（安芸安国寺）であり、同寺には武田刑部少輔の墓がある。また、庶子の武田小三郎は、毛利氏に仕えて周防武田氏を名乗ったが、周防源氏武田家屋敷跡（現在の山口県岩国市玖珂）には光和の墓も建てられている。これは、佐東銀山城付近にあった墓と遺骨を遷したものと伝えられる。